# 甘肃医学院
甘肃医学院，原名平凉医学高等专科学校，是中华人民共和国甘肃省内的一所全日制公办医学类本科高等院校，始建于2003年。2015年2月，中华人民共和国教育部正式批准学校升格为本科层次的甘肃医学院。学校占地面积805亩，建筑面积22.1万平方米，现有28个党政及教学科研机构，教职工1229人（含附属医院），学生5850人。

## 历史沿革
2015年，甘肃医学院成立，结束了平凉市没有本科高校的历史。

## 学院设置
该校有11个专业：临床医学、口腔医学、护理、助产、药学、医学检验技术、卫生检验与检疫技术、中药、康复治疗技术、针灸推拿、医学影像技术。